# Lara Brezenci
Lara Brezenci (* 14. Dezember 1998 in Koprivnica, Kroatien, geborene Lara Pavlović) ist eine kroatische Handballspielerin, die für den österreichischen Erstligisten WAT Atzgersdorf aufläuft.

## Karriere

### Im Verein
Brezenci gehörte ab dem Jahr 2016 dem Kader der Erstligamannschaft von ŽRK Podravka Koprivnica an, mit dem sie 2017 und 2018 die kroatische Meisterschaft sowie 2017 den kroatischen Pokal gewann. Ab August 2018 war sie am Ligakonkurrenten ŽRK Bjelovar ausgeliehen. Im Winter der Saison 2018/19 verließ sie Bjelovar und lief in der zweiten Saisonhälfte für den Erstligisten ŽRK Zrinski Čakovec auf.
Brezenci schloss sich im Sommer 2019 dem italienischen Zweitligisten Handball Erice an. Die Linkshänderin erzielte in ihrer ersten Saison die meisten Treffer für Erice. Nachdem sich Brezenci im Jahr 2020 schwer verletzte und es bezüglich der Operation Probleme mit der Vereinsführung gegeben hatte, löste sie ihren Vertrag auf. Nach einer einjährigen Pause schloss sie sich dem deutschen Drittligisten Rostocker HC an. In der Saison 2023/24 lief sie für den österreichischen Erstligisten SC Ferlach auf. Anschließend schloss sie sich dem Ligakonkurrenten WAT Atzgersdorf an.

### In Auswahlmannschaften
Brezenci gehörte dem Kader der kroatischen Jugend- und Juniorinnennationalmannschaft an. Mit diesen Auswahlmannschaften nahm sie an der U-18-Weltmeisterschaft 2016 und an der U-19-Europameisterschaft 2017 teil.